# ITGA7
La integrina alfa-7 (ITGA7) es una proteína codificada en humanos por el gen itga7.
La proteína ITGA7 es la cadena 7 de una integrina alfa. Las integrinas son proteínas de membrana heterodiméricas compuestas de una cadena alfa y una cadena beta. La cadena alfa-7 sufre un escisión postraduccional dentro del dominio extracelular para permitir la formación del puente disulfuro entre las cadenas pesada y ligera, que unen con la beta 1 para formar una integrina que se une a la proteína de matriz extracelular laminina-1. Alfa-7 beta-1 es el complejo integrina principal expresado en células de músculo diferenciadas. Se han descrito variantes transcripcionales de alfa-7 en ratón, que difieren tanto en su dominio extracelular como en el citoplásmico. Sin embargo, aún no se ha logrado aislar más que un tipo de transcrito de este gen en humanos, el cual contiene los dominios extracelular y citoplásmico que se corresponden con las variantes X2 y B de ratón, respectivamente. Únicamente se ha identificado una variante transcripcional del dominio extracelular en humanos, aunque su significado biológico no está del todo claro.

## Interacciones
La proteína ITGA7 ha demostrado ser capaz de interaccionar con:
- FHL2[3]
- FHL3[3]